# Ancyloceratina
Ancyloceratina – podrząd głowonogów z podgromady amonitów.